# 通惠街道 (重庆市)
通惠街道是中华人民共和国重庆市綦江区下辖的一个街道办事处。2020年1月8日设立，从原文龙街道析出。

## 行政区划
通惠街道下辖以下村级行政区划单位：
新街子社区、通惠社区、联惠社区、浸水社区、新兴社区、登瀛社区、桥坝村、玉龙村、三桥村、思南社区、柏林村、亭和村、共同村。